# Datum
För andra betydelser, se Datum (olika betydelser) och Data.
Datum (från latin datum, ”givet”) är en referens till en viss dag representerad i ett kalendersystem.

## Datumformat

### ISO 8601
Enligt den internationella standarden ISO 8601 skrivs datum som år-månad-dag med årtalet i fyra siffror (exempelvis 2025-04-27). Den formen är även svensk standard. Formen fastställdes ursprungligen den 30 juni 1972. Internetstandarden RFC 3339 är baserad på ISO 8601.

### Europa
I stora delar av Europa skrivs datum ofta som dag/månad/år (exempelvis 27/4/25).[källa behövs]
Europeiska unionen har bestämt att ordningen dag månad år ska användas på livsmedel och läkemedelsförpackningar. Att använda punkt som separator med denna ordning (exempelvis 27.04.2025) har definierats i DIN 5008.

#### Sverige
Språkrådet rekommenderar att man i löpande text skriver (den) 27 april 2025 (eller 27/4 2025 om man bara vill använda siffror). Skrivsättet 2025-04-27 anses olämpligt i löpande text men kan användas vid datering av dokument, i brevhuvud etc.

### USA
I USA skrivs datum som månad/dag/år (exempelvis 4/27/25). Denna form är ursprungligen från Storbritannien och importerades under kolonialtiden till Nordamerika, men Storbritannien har numera tagit efter övriga Europa. Anledningen till ordningen är att datum på engelska i tal vanligen anges i formen April 27, 2025.